# 威廉·马伯利

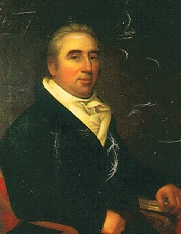
威廉·马伯利

威廉·马伯利（William Marbury，1762年11月17日—1835年3月13日），是一名美国商人，以及美国总统约翰·亚当斯委任的一名“午夜法官”，他也是著名的联邦最高法院案例“马伯利诉麦迪逊案”的原告。

## 生平
威廉·马伯利出生于马里兰州皮斯卡塔韦镇，他绝大多数童年是在故乡生活的。随后，他成为华盛顿特区乔治城的商人，并加入美国联邦党。1801年3月3日，为阻止新任总统和政党削弱联邦党势力，美国总统亚当斯在离任前夜，任命了42个地方法官委任状，包括任命马伯利为哥伦比亚特区地方执法官。然而新任总统杰弗逊拒绝承认亚当斯的委任，并没有在权力交接前送达到生效部门。马伯利因此起诉约翰逊的国务卿詹姆斯·麦迪逊至联邦最高法院，要求签署一项执行令强制杰佛逊政府执行亚当斯的委任。
马伯利一案诞生了联邦最高法院的宪法解释权。首席大法官约翰·马歇尔提出了一项两全之策，主张联邦法院没有审理马伯利一案所涉及的基层行政决策的管辖权，但是却拥有对国会及立法机关所颁布法律的审查权，包括亚当斯政府和其后的杰佛逊政府。此案被最高法院驳回后，马伯利亦撤回诉讼，并回到他所擅长的商业活动。
马伯利的老房子弗雷斯-马伯利楼曾被用作乌克兰驻美国大使馆。